# Casa del Dr. Pere Pagès
La Casa del Dr. Pere Pagès és una obra de Bordils (Gironès) inclosa a l'Inventari del Patrimoni Arquitectònic de Catalunya.

## Descripció
És una casa cantonera de planta irregular, desenvolupada en planta baixa i dos pisos i coberta de teulada. Les obertures estan emmarcades per carreus emmotllurats i llinda de pedra d'una sola peça. La llosa del balcó del primer pis és de pedra emmotllurada i amb motius ornamentals representant vegetals i humans, i una orla barroca esculpits en la cara inferior. La façana és arrebossada i pintada deixant vistos els carreus de les cantonades. És remarcable la finestra cantonera, malgrat que actualment es troba tapiat un dels forats.
A la part inferior de la llossa del balcó es pot llegir la inscripció "DR. PERE PAGES 1706".